# Vals (Svizzera)
Vals (toponimo tedesco; in romancio Val , in francese Saint-Pierre, desueto) è un comune svizzero di 963 abitanti del Canton Grigioni, nella regione Surselva.

## Geografia fisica

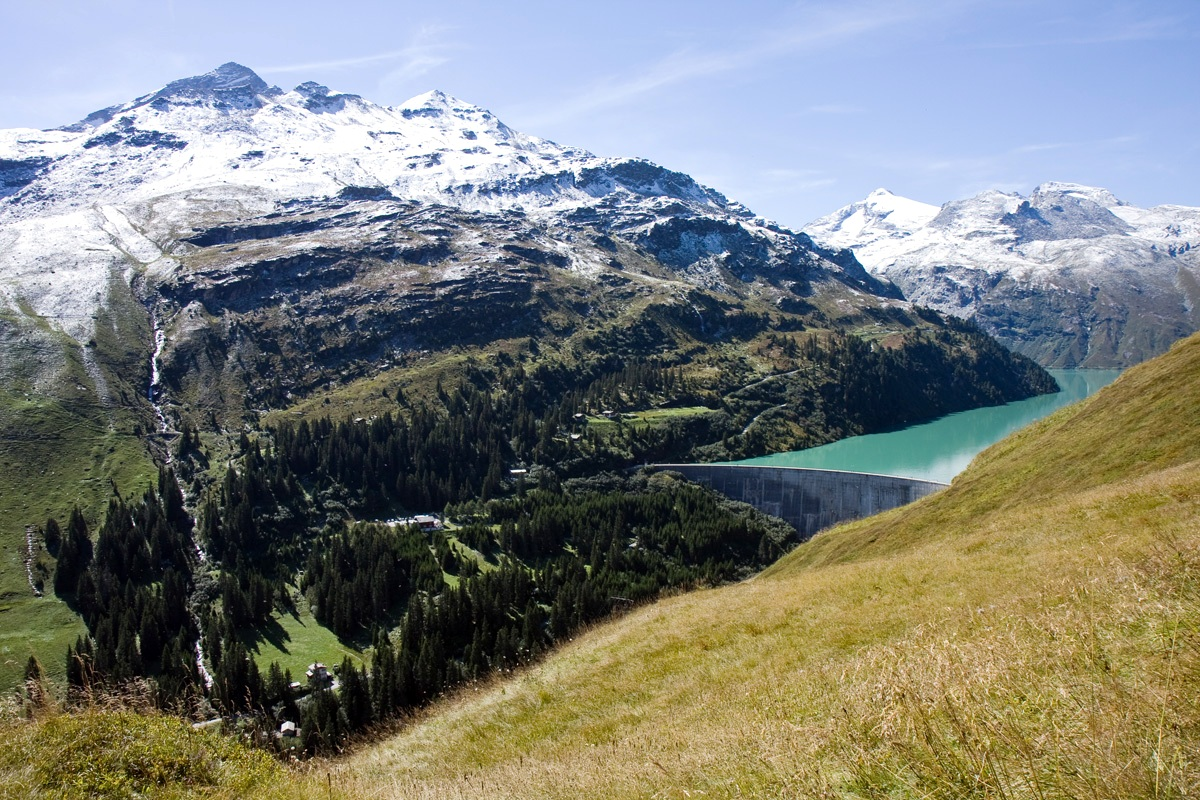
Il lago di Zervreila

Vals si trova nella valle di Vals (in tedesco Valsertal), percorsa dal Reno di Vals; è una valle secondaria della Val Lumnezia, nel punto in cui la valle si dirama in un'altra valle secondaria dal nome Valle di Peil. Il comune ha un'area di 175,56 km², di cui il 34,1% è usata per l'agricoltura, il 7,9% ricoperta da foreste mentre il restante 0,5% è ricoperto di case e strade e il 57,4% è improduttivo.

## Storia
La valle era popolata fino dall'epoca preistorica: sono stati ritrovati reperti archeologici dell'età del bronzo (attorno alle attuali terme di Vals e sul passo del Tomül) e dell'età del ferro (sui pendii del Valserberg). È probabile che il Valsberg avesse una certa importanza perché questa montagna separa la valle di Vals dalla vicina Rheinwald, che per molti secoli fu una delle principali vie di comunicazione alpine. Nell'XI e XII secolo la valle era già ampiamente popolata dalle popolazioni locali romance, ma Vals è menzionata per la prima volta a metà del XII secolo col nome di in Valle; nel 1290 circa era composta da alcune fattorie dedite all'allevamento di ovini.
Nel XIII secolo i Walser del Canton Vallese giunsero dalla vicina valle Rheinwald attraverso il Valsberg. Probabilmente si ebbe anche un certo afflusso di popolazioni che parlavano l'italiano dalla limitrofa valle di Blenio che si stabilì nella zona di Zervreila. L'espansione delle popolazioni walser venne fermata nel 1457, quando fu loro vietato di sposare o comprare terreni dalla popolazione romancia locale della Val Lumnezia e di tutte le valli secondarie. A loro fu permesso di fermarsi solo la parte finale della valle dove non subirono nessun divieto. Tuttavia furono loro a introdurre il tipico stile delle case costruite con legno al posto del sasso e con i tetti triangolari. La popolazione italiana proveniente da Blenio, invece, popolò due alpeggi sul passo Soreda fino alla fine del XIX secolo.
Il 1°gennaio 2015 Vals ha incorporato il comune soppresso di Sankt Martin.

### Simboli
Lo stemma municipale è un trinciato nero oro con una chiave che rappresenta san Pietro, già nell'antico simbolo municipale, mentre il simbolo a croce multipla rappresenta i diritti dei baroni di Belmont.

## Monumenti e luoghi d'interesse

### Architetture religiose

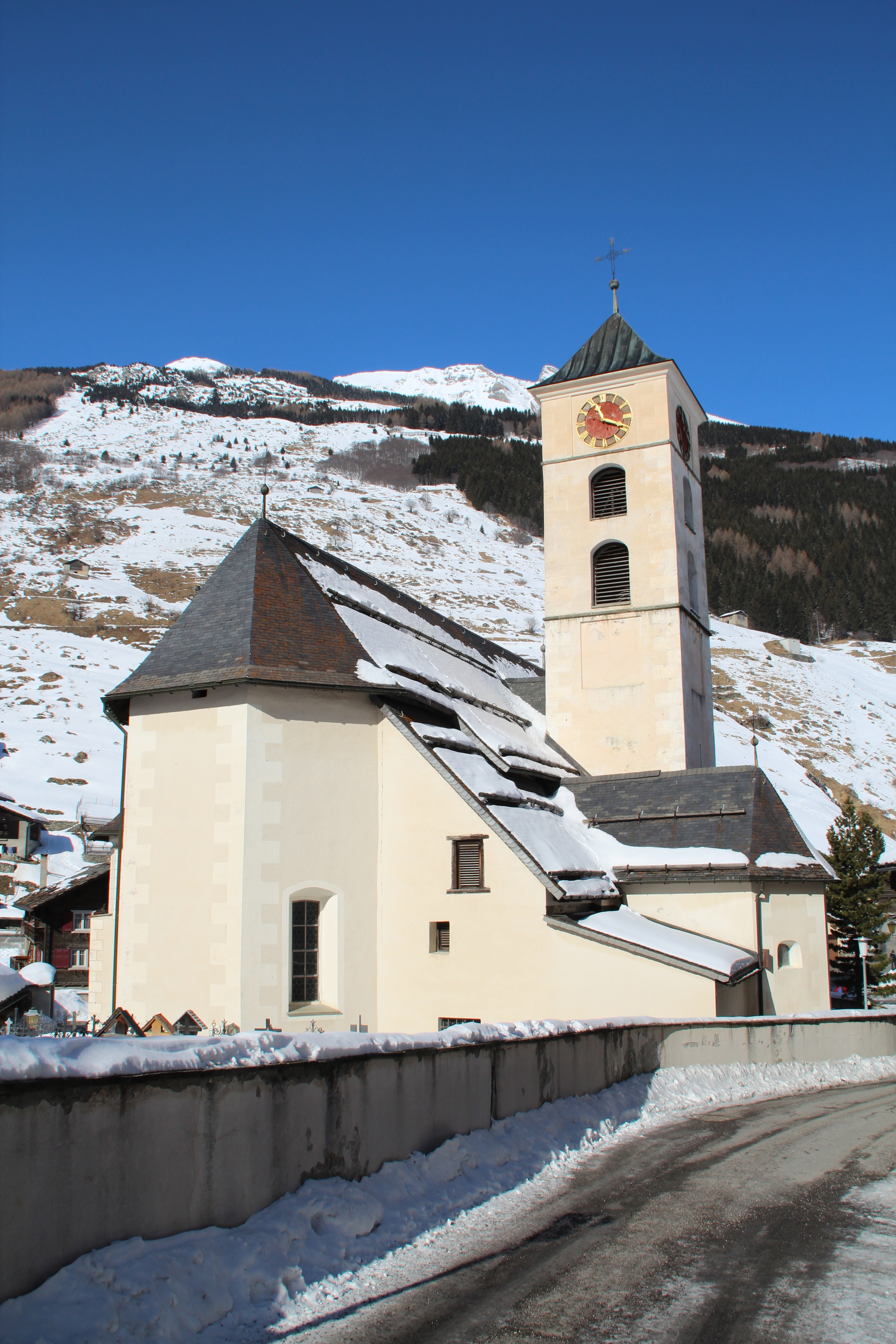
La chiesa dei Santi Pietro e Paolo

- Chiesa parrocchiale cattolica dei Santi Pietro e Paolo (già di San Pietro), attestata dal 1451 e ricostruita nel 1643[3];
- Cappella di Santa Maria in località Camp, eretta nel 1692[3].

### Architetture civili
- Case alpine walser in legno[3];
- Terme di Vals, attestate dal 1732 e ampliate nel 1893 (Kurhaus), nel 1970 e nel 1996 con un nuovo edificio dell'architetto Peter Zumthor[3].

### Aree naturali
- Lago di Zervreila, bacino artificiale creato dalla diga di Zervreila sul Reno di Vals[5].

## Società

### Evoluzione demografica
L'evoluzione demografica è riportata nella seguente tabella:
Abitanti censiti

### Lingue e dialetti
Vals è l'unico comune germanofono della Lumnezia.

## Geografia antropica

### Frazioni

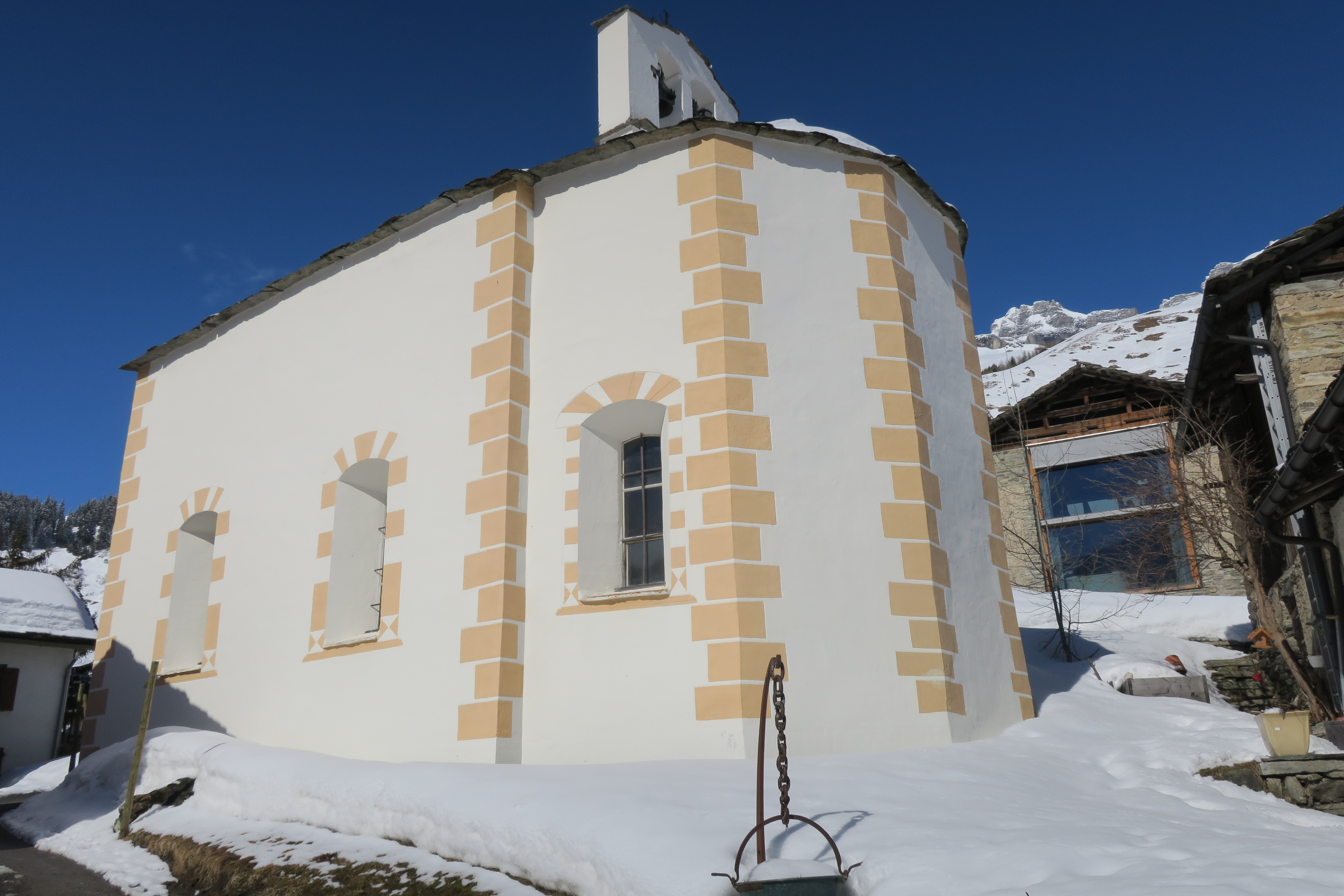
Leis

Oltre al capoluogo (1 252 m s.l.m.), Vals comprende le frazioni:
- Leis (1 526 m s.l.m.)
- Sankt Martin (1 003 m s.l.m.)[7]
  - Bucarischuna
  - Gadenstatt
  - Lunschania
  - Mariaga
  - Munt
  - Travisasch

## Economia
L'economia locale trae impulso principalmente dal turismo estivo (terme) e invernale (stazione sciistica).